# 발가 (스페인)

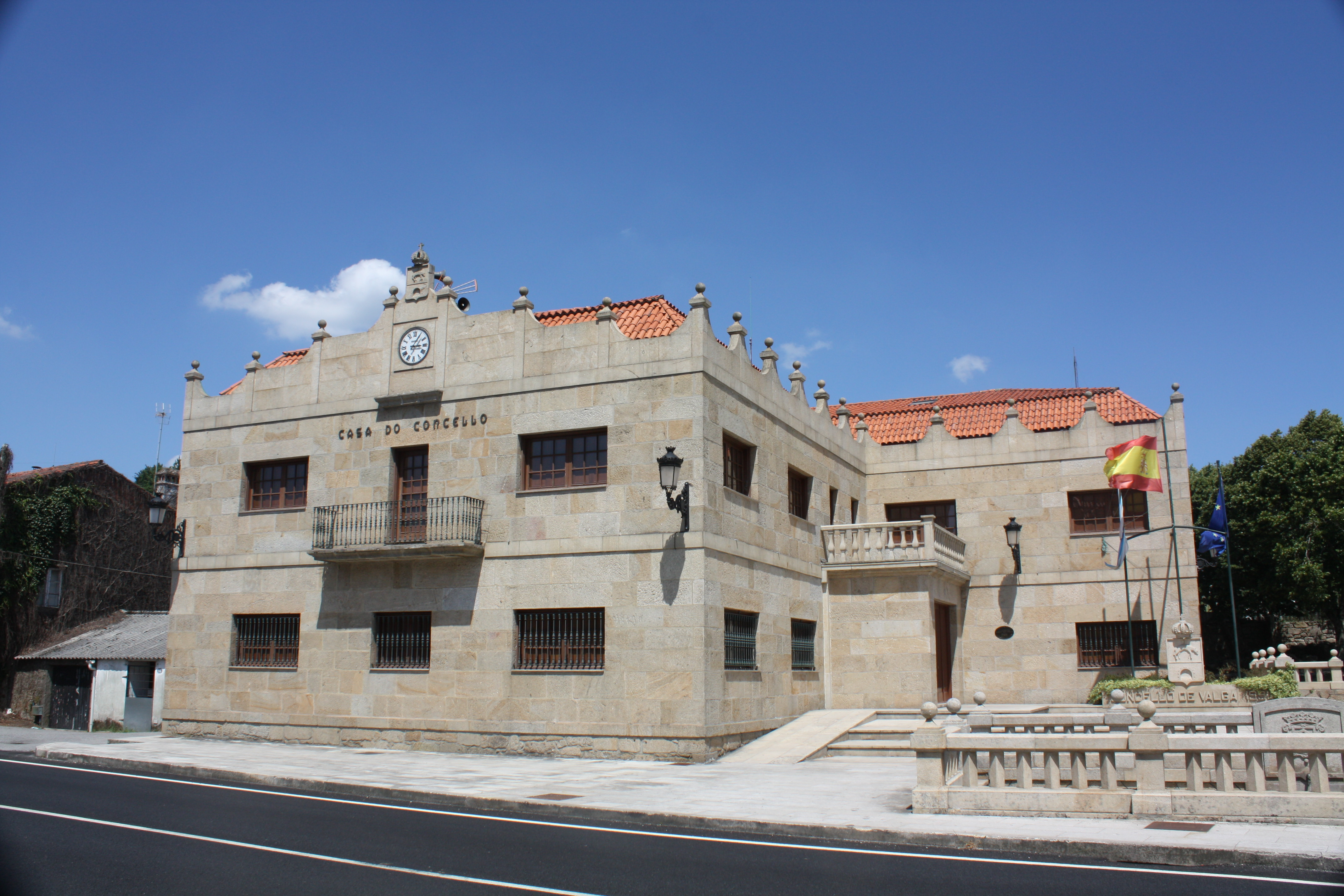
발가 시청

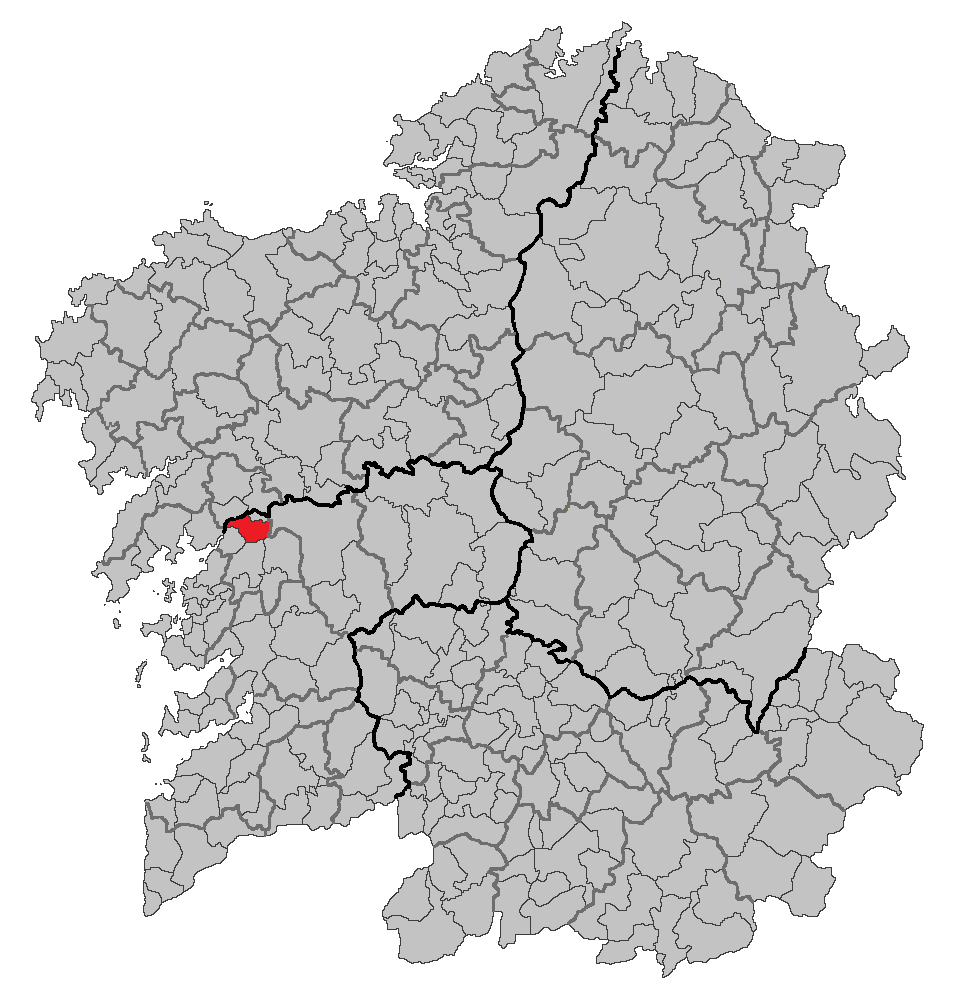
발가의 위치

발가(스페인어: Valga)는 스페인 갈리시아 지방 폰테베드라 주에 위치한 도시로 면적은 40.72km2, 인구는 6,160명(2004년 기준), 인구 밀도는 151.28명/km2이다.

시 문장